# Disneyland Records
La Disneyland Records, nota più semplicemente come Disneyland, è stata una casa discografica statunitense, attiva dal 1956 al 1989; data in cui ha cambiato il proprio nome in Walt Disney Records.

## Storia
Nella primavera del 1955 Robert O'Brian, presidente della ABC-Paramount, incontrò Roy Oliver Disney per discutere del rapporto tra l'ABC e la WDC, compreso il successo del film Davy Crockett di quell'anno. O'Brian menziona l'imminente creazione di un'etichetta ABC chiede alla Disney il nome di una persona in grado di gestire questa filiale. Roy Disney convocò Jimmy Johnson, capo dell'editoria musicale della Walt Disney Publications che consigliò Sam Clark, che fu successivamente assunto per l'incarico. Successivamente fu firmato un contratto tra Disney, Golden Records e ABC, garantendone la distribuzione tramite la sua nuova etichetta. Ma la Golden si ritirò rapidamente e, dopo un anno, lo stesso studio Disney rilevò la produzione dei master e poi la distribuzione tramite un'etichetta interna, la Disneyland Records.
Nel 1956, Walt Disney fondò l'etichetta Disneyland Records, incoraggiato dal successo della musica di Davy Crockett (1954) per pubblicare dischi. Quest'etichetta permise allo studio di produrre lo stesso album dal film Alice nel paese delle meraviglie, cancellato dalla Decca nel 1951. Ma questo supporto mal si adatta alle numerose colonne sonore, a volte brevi, senza un inizio né una fine precisi che danno un aspetto frammentario all'album. La soluzione per risolvere questo problema fu la registrazione di una colonna sonora, una tecnica comune per la musica del mondo televisivo o cinematografico sotto il termine di "registrazione in studio" o "seconda troupe". In quest'album è l'attrice-topolina Darlene Gillespie a cantare i tre assoli di Alice. Tim Hollis e Greg Ehrbar indicano che, normalmente, questo tipo di album viene venduto a un prezzo inferiore a livello commerciale, ma per Alice questo non è stato il caso. L'uscita del film I racconti dello zio Tom nel 1956 offrì l'opportunità alla neonata etichetta Disneyland Records di pubblicare un disco con la musica del film, che non esisteva a parte un disco per bambini con narrazione, pubblicato dalla Capitol Records. Questo adattamento-selezione musicale è il primo prodotto di Tutti Camarata, assunto come produttore e direttore artistico dell'etichetta. Nello stesso anno, il film Pinocchio fu l'occasione per pubblicare dischi che raccontassero la storia del film, presto seguiti da quelli di altre produzioni. Il primo film Disney ad avere la colonna sonora pubblicata dalla Disneyland Records è stato Carovana verso il West, le versioni precedenti erano riedizioni o produzioni televisive. Supportate dal rappresentante locale ed editore di fumetti Walter Arthur Granger, EMI Australia, HMV Nuova Zelanda divennero i primi licenziatari internazionali della Disneyland.
Tuttavia, nell'autunno del 1957, l'azienda si trovava in difficoltà finanziarie:
1. gli scarsi risultati causati a dicembre;
2. la partenza di Al Latuaska, ex direttore della Capitol Records assunto per lanciare l'etichetta Disneyland Records.

Durante i primi sei mesi del 1958, lo stesso Jimmy Johnson cercò distributori indipendenti negli Stati Uniti e scoprì una situazione disastrosa con quasi 250.000 dollari di dischi invenduti. Dal 1957 al 1959, l'etichetta perse denaro ed emerse un conflitto tra Walt Disney e suo fratello Roy Oliver (il primo, che preferiva spendere soldi in produzioni cinematografiche; il secondo, che vedeva nell'etichetta una buona diversificazione). Da parte sua, su consiglio di Walt Disney che aveva rifiutato l'offerta di fondare il proprio studio di registrazione, Toots Camarata acquistò un ex-negozio di ricambi per automobili sul Sunset Boulevard a Hollywood e lo trasformò in uno studio chiamato "Sunset Sound Recorders".
La conseguenza di questi scarsi risultati è una riorganizzazione delle produzioni fonografiche con l'eliminazione degli album destinati agli adulti venduti a 4,98 dollari, l'aumento dei dischi per bambini venduti a 1,98 dollari e il lancio di nuovi prodotti destinati a un pubblico più giovane con cover giovanili identificabili. Nel 1959 venne lanciata la serie Storyteller che offriva libri di fiabe con colonne sonore. Questa serie comprende poi il disco e un libro a colori di 12 pagine con le illustrazioni del film al prezzo di 3,98 dollari. Un elemento indimenticabile della serie è la voce di Trilly all'inizio di ogni storia.
Una conseguenza della riorganizzazione è che l'etichetta Disneyland diventa esclusivamente orientata ai bambini, quindi è necessario creare un'altra etichetta, la Buena Vista Records, per altre produzioni tra cui le canzoni di Annette Funicello. L'etichetta produsse, nel 1959, il primo disco che si allontanò un po' dal repertorio dei film Disney o del parco Disneyland, Ukulele Ike Sings Again, interpretato da Cliff Edwards. Tuttavia, quest'ultimo restò la voce del Grillo Parlante in Pinocchio (1940). Questi repertori, sia cinematografici che televisivi, non consentono di fornire un'etichetta a tempo pieno e si decide rapidamente di aggiungere artisti. Tra i dischi pubblicati nei primi anni, Jimmy Johnson cita due album di musica western di Stan Jones, un album pop di Mary Martin e un album di Jan Clayton.
Nel 1961, l'album Dance Annette segnò il primo utilizzo, da parte dell'etichetta, di videocassette per la promozione televisiva. Sei dei video musicali sono stati girati la stessa mattina al Samuel Goldwyn Studio.
Un'altra conseguenza è l'utilizzo delle vendite per corrispondenza come libri e prodotti correlati a partire dal 1963. Il primo anno, i corrieri furono poche ma, dal secondo, l'ufficio di New York inviò milioni di lettere offrendo acquisti di gruppo come 12 dischi al prezzo di 10 evitando di diventare una versione musicale dei club del libro. Fu solo 18 mesi dopo che la Western Publishing richiese il permesso di offrire servizi di direct mailing per distribuire un cofanetto di quattro libri, intitolato Il fantastico mondo di Walt Disney.
Secondo Jimmy Johnson, il mercato dei dischi per bambini negli anni cinquanta e sessanta non era organizzato come quello dei libri e dei giocattoli per bambini e utilizzava le tecniche del mercato discografico popolare, senza successo. Ci vollero alcuni anni per incidere positivamente sui risultati finanziari dell'etichetta Disneyland e, solo intorno al 1964, l'azienda vide il suo fatturato decollare. Per l'edizione della colonna sonora del film Mary Poppins Walt Disney si rivolse alla RCA e alla Columbia, ma suo fratello Roy rifiutò le offerte in favore della propria etichetta che improvvisamente esplose. Nel 1965, il film Mary Poppins vendette più di 2.000.000 di copie, la seconda distruzione 1.000.000 e la versione con la storia raccontata ½.000.000. Duke Ellington registra un album di cover di canzoni del film, intitolato Duke Ellington Plays Mary Poppins il 6, l'8 e il 9 settembre del 1967 a Chicago. Sempre nel 1965, la Disneyland lanciò la sua serie Disney Read-Along più longeva, libri accompagnati da registrazioni audio, inizialmente letture di attori famosi come Robie Lester.
Con il successo del film Il libro della giungla (1967), Louis Armstrong registrò il 27 febbraio dell'anno dopo una cover di The Bare Necessities.

### Disneyland/Vista Records
Nel 1971 la Disneyland Records fu ribattezzata Disneyland/Vista Records. Inoltre, A Child's Garden of Verses era ancora nella loro linea. La Disneyland/Vista ha collaborato con la Rankin/Bass per pubblicare sei registrazioni legate al film The Hobbit (1977). La Rankin/Bass ha anche realizzato le colonne sonore per la Disneyland/Vista, per due dei loro precedenti speciali natalizi Frosty's Winter Wonderland e 'Twas the Night Before Christmas.
Nel 1973, la Disneyland/Vista riuscì a realizzare profitti sostanziali esclusivamente ristampando il suo catalogo, pur di non produrre dischi di successo. Nel 1974, l'etichetta raggiunse i 15.000.000 di dollari di fatturato, più del doppio di quello del 1970 con quasi 7 milioni di dollari. Nel 1975, Jimmy Johnson si dimise dalla carica di presidente dell'etichetta e fu sostituito da Merril Dean.
Durante gli anni settanta, l'etichetta produce opere negli Stati Uniti e in Canada, seguendo le mode del momento. Così un disco intitolato Mickey Mouse Disco, pubblicato nel 1979, fu un successo.
Nei primi anni ottanta, l'etichetta approfittò una breve ripresa del fenomeno per pubblicare versioni picture disc dei nastri originali, con un'illustrazione decorativa sulla facciata del vinile, come quelle di Biancaneve e i sette nani, Mary Poppins e Red e Toby nemiciamici.
Nel 1988, il disco tratto dalla colonna sonora del film Oliver & Company fu l'ultimo su vinile, nacque il CD e già rivoluzionò il mondo della musica.
Nel 1989 la Disneyland/Vista ha cambiato nome, divenendo Walt Disney Records. Con il successo del film La sirenetta, sempre dello stesso anno, la giovanissima Nikka Costa (allora diciassettenne) avrebbe potuto registrare una cover di Part of Your World.

## Lista di artisti che hanno inciso per la Disneyland Records
| - Julie Andrews - Arianna - Jodi Benson - Wayne Brady - Peabo Bryson - Phil Collins - Nikka Costa - Billy Ray Cyrus - Judy Garland - Burl Ives |

| - Judy Kuhn - Kenny Loggins - Andrea McArdle - Randy Newman - Aileen Quinn - Jaret Reddick - Lea Salonga - Paul Simon - Barbra Streisand - They Might Be Giants |